# キンブナ
キンブナ（金鮒、学名:Carassius buergeri ssp. 2）はコイ科の淡水魚。別名はマルブナ、キンタロウブナなど。

## 分布
東北地方と関東地方に分布する日本固有亜種。特に関東地方では普通に見られる。ただし、ギンブナ、ゲンゴロウブナに比べれば数が少ない。準絶滅危惧種。

## 生息環境
河川の中・下流の緩流域、それに続く用水、浅い池沼に生息する。主に底層を泳ぎ、冬には水草や粗朶の中に潜って越冬する。汚染に強く汚れた河川でも確認できる。

## 形態
体色は黄褐色ないし赤褐色で、鱗の外縁が明るく縁どられる。光が当たるとキンブナの名のとおり金色に見える。腹鰭や臀鰭は濃黄色を帯びる。
日本のフナの中で最も小型で、体長は最大15cm前後。体高がフナの中で最も低く、体高比は2.7-3.6。背鰭分岐軟条数が11-14本と少なく基底も短い。臀鰭の基底も短く、背鰭・臀鰭の前後に棘がある。鰓耙数は日本のフナの中で最少で26-42。他のフナの仲間と同様に口ひげがない。

## 食性
雑食性で底生食の傾向が強く、小動物、水草、付着藻類などを食べる。

## 繁殖
寿命は約10年で、2-3年で体長10cmに達し産卵する。
産卵期は3-6月で、降雨後などに河岸や湖岸の浅瀬で群れをなして水藻やヨシ・マコモなどの茎や葉に卵を産み付ける。産卵期には、本川から用水や水田に入ることが多い。